# Lasbela
Lasbela (en urdu: لسبیلہ‎) es un distrito costero de la provincia de Baluchistán en Pakistán. Se convirtió en un distrito separado de la División de Kalat el 30 de junio de 1954. La capital del distrito es Uthal.  El distrito está dividido en cinco Tehsil y 22 sherwan (consejos locales equivalentes a municipios).

## Administración
El distrito de Lasbela está dividido administrativamente en cinco tehsils y 22 sherwans:
- Bela
- Dureji
- Hub
- Uthal
- Sonmiani/Winder

## Historia
Alejandro Magno pasó por Lasbela en su camino de regreso a Babilonia después de conquistar el noroeste de la India . En 711, el general árabe, Mohamed ben Qasim al-Taqafi, pasó por Lasbela camino a Sind .
El área ahora cubierta por el distrito era anteriormente el estado de Las Bela del Raj británico, con una autonomía interna dentro de la India británica. De agosto de 1947 a marzo de 1948 fue totalmente independiente bajo el Khan Ghulam Qadir, luego, después de que se incorporara a Pakistán, pasó a ser uno de los estados principescos de Pakistán. Desde el 3 de octubre de 1952 hasta el 14 de octubre de 1955, fue miembro de la Unión de Estados de Baluchistán conservando su autonomía interna. Eso llegó a su fin en 1955, cuando Lasbela se incorporó a la nueva provincia de Pakistán Occidental.

## Geografía
El río principal es el Porali con sus afluentes, los ríos Winder y Wirhab . Otros ríos son el Phor y Hingol que discurren por el distrito de Awaran antes de fluir a través de Lasbela en su camino hacia el mar Arábigo.

## Demografía
La población según el censo de 1998 era de 312.700 habitantes, de los cuales el 37% residía en áreas urbanas. La tasa general de alfabetización era del 22.3% con una gran disparidad entre hombres (32.2%) y mujeres (10.5%). La población se incrementó en más de 260.000 habitantes en 2017 para pasar a ser de 574.000 habitantes.
Según su religión, el 98,33% de la población general es musulmana, mientras que el 1,37% es hindú y el 0,14% cristiana. Los idiomas principales son el Baluchi (65%) y el Sindhi (24%). Los principales grupos étnicos son los Baluchis y los Lasis que hablan el dialecto Lasi del Sindhi.

## Educación
Uthal cuenta con la University of Agriculture, Water and Marine Science que cuenta con varias facultades:
- Facultad de Educación 2013
- Facultad de Agricultura 2005
- Facultad de Ciencias Marinas 2005
- Facultad de Ciencias Sociales-Departamento de Economía 2011-2012
- Facultad de Veterinaria y Ciencia Animal 2007
- Facultad de Recursos Hídiricos 2012
- Facultad de Filología e Idiomas 2007

## Economía
En el sureste del distrito se ha construido en 2014 una refinería de petróleo capaz de procesar 120.000 barriles de petróleo. Además, posee una central eléctrica que se encuentra adyacente a la refinería, produciendo aproximadamente 1350 MW de potencia.  También cuenta con varias plantas de cemento así como una fábrica de mármol. A nivel naval, cuenta con uno de los astilleros más grandes del mundo situado en la costa de Lasbela.

## Sociedad
La alimentación básica consiste principalmente en mijo mezclado con soja verde, trigo, sorgo, arroz, mantequilla, leche, pescado y dátiles a lo largo de las zonas costeras. Hoy en día, el uso de trigo está aumentando sustituyendo al mijo y al sorgo. Las familias acomodadas también comen carne y pescado. En su mayoría, las personas toman comidas dos veces al día. El uso de té, leche y mantequilla también es muy común.
La ropa masculina tradicional consiste en una blusa (pairahan) de algodón con mangas abiertas, pantalones de algodón, turbante de algodón, chador de algodón, un sadri (saco de cintura) y un par de zapatos de cuero o sandalias de fabricación nacional. El vestido de las mujeres difiere ligeramente del de los hombres. Incluye pantalones sueltos, pero la camisa es mucho más larga y tiene bordados de seda. Las mujeres también usan adornos de plata. La ropa de una mujer de zona rural consiste en un Salwar kameez y un chador.
En las áreas rurales, la mayoría de las personas viven en familias conjuntas. El miembro masculino de mayor edad se ocupa de todos los miembros de la familia y su decisión generalmente se considera final en asuntos familiares. En las áreas rurales, las familias nucleares son muy raras; sin embargo, la tendencia hacia la familia nuclear está aumentando en las áreas urbanas. La institución familiar es muy importante, ya que proporciona seguridad social durante el desempleo y la crisis financiera. También juega un papel importante en la interacción social y los conflictos.
En las zonas rurales, los matrimonios tienen lugar temprano para ambos sexos, niños y niñas. Los matrimonios son arreglados por los padres. El padre del niño, acompañado por unos parientes y miembros mayores de la familia, visita a la familia de la niña. Si se acepta su propuesta, el padre del niño entrega algunos obsequios en forma de vestidos, un anillo de oro y algo de efectivo para la niña. Los padres de la niña a cambio presentan leche dulce a los invitados y hacen oraciones por el bienestar de la nueva pareja. Los padres del niño son felicitados y luego se lleva a cabo la ceremonia de compromiso. La fecha de matrimonio se fija con el consentimiento de los padres de la niña. Se realizan ciertas ceremonias, que son más de carácter social que religioso. El día del matrimonio, el novio con sus familiares y amigos va hasta la casa de la novia o al lugar donde se han hecho los preparativos para la boda. Todo esto ocurre a expensas de los padres del novio. Posteriormente se realiza el Nikah. El novio le da un vestido de novia a la chica y sus padres le presentan una dote (jahez) que consiste en unos pocos vestidos y artículos de ropa de cama y muebles para el hogar. También le dan un traje al novio.
Los Lasi no pagan un precio por la novia, sin embargo, otros grupos étnicos sí que tienen esta tradición. El monto del precio de la novia generalmente se liquida entre los padres de la novia y el novio. El sistema de intercambio de niñas para el matrimonio también es común en la región. La poligamia es rara y solo la practican personas acomodadas. El divorcio es raro entre los Lasis, sin embargo, no es poco común entre los Meds y generalmente lo da un marido por razones como la infidelidad o el desacuerdo con la esposa.

## Lugares de interés

### Santuarios
| - Pir Gulam Shah Jilani - Shrine of Shah Bilawal - Lahut-i-Lamakan - Kumb Shrine - Shireen and Farhad - Sassi Punnun - Pir Fida Hussain - Pir Moosiani - Pir Mohiuddin - Mai Gondrani |  | - Hinglaj - Pir koonana - Pir shah bukhari - Pir meeran - Pir bukur - Darga Baba Juman Shah Uthal - Nim Shaer Langah Uthal - Peer Juma Langah Uthal - Darga Soofi Taj Muhammad (SirTaj Baba)Haji Murad Goth Shahidi Winder - Darga Hajji Fazluddin Moondarah Naka kharari |  |

- Ghos-e-Zaman Sufi Sain Baba Abu Bakar Darwaish, Kuk Lakhra

### Edificios históricos y sitios arqueológicos
En Bela:
- Mezquita Shah Jamai
- Tumba del General Muhammad ibn Haroon
- Tumba de Coronel Robert Sandeman
- Karia Pir
- Sassi Waro-Chodo cerca de Paboni Naka, a unos 68 km de Karachi.[9]
- Bakkar Buthi, un pequeño sitio de Harappan ubicado en la remota zona montañosa al este de la llanura de Lasbela.[10]
- Shehr-e-Roghan
- Tumba de Sirtaj Baba